# Esther Norma Arrostito
Esther Norma Arrostito, également Norma Arrostito née le 17 janvier 1940  et morte le 15 janvier 1978 est une Desaparecidos et militante argentine d'extrême gauche, initialement proche du communisme. En 1970, elle fonde le mouvement révolutionnaire péroniste Montoneros avec Fernando Abal Medina. Elle joue un rôle clé dans l'enlèvement et l'assassinat du général Pedro Eugenio Aramburu.

## Biographie
Arrostito nait à Buenos Aires, en 1940 fille d'un couple de la classe moyenne, et grandit dans un milieu de gauche, idéologiquement opposé au péronisme. Son père est anarchiste et sa mère catholique dévote. Elle obtient son diplôme d'institutrice et épouse un militant communiste, Rubén Ricardo Roitvan. 
Elle s'implique d'abord dans la Fede puis dans l'Action Révolutionnaire Péroniste (es) fondée par le leader péroniste de gauche d'origine irlandaise, John William Cooke et Alicia Eguren. Arrostito est la seule fondatrice de Montoneros sans affiliation catholique ou nationaliste.

## Montoneros

Emblème des Montoneros.

### Meurtre d'Aramburu

Fernando Abal Medina, compagnon de Norma Arrostito.

Norma Arrostito quitte le parti communiste en 1967 et rejoint l'organisation Comando Camilo Torres. Elle y rencontre Mario  Firmenich, Carlos Ramus Carlos Gustavo Ramus (es) et Fernando Abal Medina. Elle tombe amoureuse de Fernando, qui a 7 années de moins qu'elle et quitte Roitvan. Elle part s'entraîner aux techniques de guérilla à Cuba en 1968 avec lui. De retour en Argentine, le couple quitte la cellule du Comando Camilo Torres pour créer une nouvelle cellule. La sœur de Norma, Nélida Arrostito et son mari Carlos Alberto Maguid les rejoignent. Norma Arrostito prend le nom de guerre de Gaby ou Gaviota (mouette). L'organisation mène une opération sous le nom de nom de code Pindapoy  qui le 1er juin 1970 aboutit à l'enlèvement et au meurtre d'Eugenio Aramburu, ancien président de facto et dirigeant de la Revolución Libertadora qui a renversé Juan Perón en 1955. Norma Arrostito joue un rôle de soutien lors de l'enlèvement, et elle écrit et envoie des « dépêches » aux médias les informant du  « procès » et de l'« exécution » d'Aramburu. Cette opération est la première action publique de Montoneros. La mort d'Aramburu provoque la chute du président Juan Carlos Onganía et déclenche une traque des terroristes présumés coupables du meurtre. Le 20 septembre, une descente de police encercle Ramus et Abal Medina dans un restaurant de William C. Morris (en), un quartier de la banlieue ouest de Buenos Aires, et ils sont tués tous les deux après une fusillade. Après la mort d'Abal Medina, Arrostito prend le nom de de la viuda (« la veuve »)  au sein de l'organisation.

### Amnistie
Après le départ des militaires du pouvoir, Arrostito et ses camarades de Montoneros sont amnestiés par un décret d'Héctor José Cámpora, qui remporte les élections présidentielles de mars 1973. Arrostito devient alors cheffe du personnel d'Oscar Bidegain, gouverneur de la province de Buenos Aires et sympathisant des Montoneros. Le 3 septembre 1973, le magazine La Causa Peronista publie une interview d'Arrostito et de Firmenich où ils décrivent en détail l'enlèvement et l'assassinat d'Aramburu.

## Clandestinité et mort
Durant le dernier mandat de Perón (1973-1974), les relations entre l'aile droite et l'aile gauche de son parti, dont Montoneros, se tendent jusqu'au point de non-retour. Dans son traditionnel discours du 1er mai, Perón insulte les Montoneros en les décrivant comme des « gamins imberbes » et des mercenaires au service d'intérêts étrangers. L'organisation est interdite après la mort de Perón en juillet, et en septembre, Norma et ses compagnons sont contraints de vivre dans la clandestinité. Pendant ce temps, les opérations de guérilla contre les forces de sécurité atteignent leur paroxysme en 1975. Le 24 mars 1976, un coup d'État militaire renverse la présidente Isabel Perón. Les forces armées intensifient la répression non seulement contre les guérilleros de gauche, mais aussi contre leurs affiliés et même leurs proches. Arrostito est supposément abattue durant un échange de coups de feu avec une patrouille de l'armée le 2 décembre 1976. En réalité, elle est capturée vivante et illégalement emprisonnée au centre de torture de l'ESMA ( Escuela de Mecánica de la Armada) victime de disparition forcée. L'armée fait croire à sa mort afin de persuader les Montoneros que les nombreuses informations compromettantes qu'elle détenait sont perdues. Arrostito endure plus d'un an de torture et d'humiliations sans trahir ses camarades. Elle est assassinée avec une injection mortelle de pentothal le 15 janvier 1978. Son corps n'a jamais été retrouvé.

## Héritage
- Gabriela Saidon : en espagnol : La montonera : Biographie de Norma Arrostito, Éditorial Sudamericana, 2005.
- Le film La Gaby, sorti en 2008 et réalisé par César D'Angiolillo, est basé sur sa biographie. Arrostito est interprété par Julieta Díaz. La scénariste est Cristina Zucker, sœur de Ricardo Zucker, membre disparu des Montoneros, et fille du regretté comédien Marcos Zucker[15].